# Тронхейм
Тро́нхейм (норв. Trondheimо файле, также Trondhjem; юж.-саамск. Råante, историческое название Ни́дарос норв. Nidaros) — третий по населению город Норвегии, расположен в устье реки Нидельвы на берегу Тронхеймского фьорда. Крупнейший город фюльке Трёнделаг. Плотность населения: 480 жителей на 1 км².

## Названия
Старое название города — Нидарос, что значит «устье Нида». В позднем Средневековье название города изменилось на Тронхейм, и это название было основным в датский период. В 1930 году возвращено древнее название, Нидарос, но после протеста жителей уже в следующем, 1931 году, город вновь стал Тронхеймом. Название Тронхейм происходит от древнескандинавского слова Þróndheimr, где первая часть происходит от þrœndr — trønder, что, вероятно, означает «сильный, плодовитый». Вторая часть «heimr» означает «место жительства».

## История
Первое поселение на месте Тронхейма (торжище Kaupangr) основал в 997 году Олаф Трюггвасон. Он же выстроил здесь церковь и свои чертоги (Kongsgård).
Олаф Святой принял смерть неподалёку от Нидароса в битве при Стикластадире. К его мощам в Средние века стекались толпы паломников. В 1152 году английский прелат Николас Брейкспир учредил Нидаросскую епископию.
Тронхейм был первой столицей Норвегии с 1030 по 1217 гг.
Начиная с XIII века Нидарос уступает своё торговое значение центру ганзейской торговли — Бергену.
Вслед за введением в стране лютеранства в 1537 году католический архиепископ Олав Энгельбректссон (Olav Engelbrektsson) удалился в Нидерланды. В следующем году он скончался в Лире.
До XIX века город оставался преимущественно деревянным и горел не менее 15 раз. Крупный пожар, уничтоживший целый квартал, произошёл в историческом центре города даже в 2002 году. Большой урон нанесли ему датско-шведские войны XVII—XVIII веков.
В 1920 году в результате Великого Русского исхода на севере России большая партия русских беженцев поселилась в окрестностях города в районе современного аэропорта. Русские офицеры и беженцы заняли казармы норвежской армии и жили здесь до лета 1920 года, пока не переместились в лагеря в районе Лиллехаммера. Казармы и дом, где проживал главнокомандующий Северной армией генерал Е. К. Миллер, сохранились до настоящего времени, но находятся в режимной зоне норвежской армии.

План Тронхейма, 1942 г.

Во время Второй мировой войны Тронхейм был оккупирован нацистской Германией с первого же дня вторжения в Норвегию (9 апреля 1940 года) до конца войны в Европе 8 мая 1945 года. За время оккупации немцы превратили город и его окрестности в базу подводных лодок с бункером «Дора 1», а также планировали возвести новый город на 300 000 жителей с названием Nordstern («Полярная Звезда») в 15 км к юго-западу от Тронхейма рядом с водно-болотными угодьями Øysand на окраине коммуны Мельхус. Сегодня можно увидеть остатки этого огромного строительного проекта.

## Климат
В Тронхейме морской климат с мягкой зимой и прохладным летом.
| Показатель                    | Янв. | Фев. | Март  | Апр. | Май  | Июнь | Июль | Авг. | Сен. | Окт. | Нояб. | Дек. | Год  |
| ----------------------------- | ---- | ---- | ----- | ---- | ---- | ---- | ---- | ---- | ---- | ---- | ----- | ---- | ---- |
| Абсолютный максимум, °C       | 12,0 | 15,0 | 16,0  | 21,4 | 30,0 | 31,2 | 32,5 | 31,3 | 26,0 | 21,0 | 16,1  | 13,1 | 32,5 |
| Средний суточный максимум, °C | 1,2  | 1,5  | 4,3   | 8,6  | 13,5 | 16,4 | 19,0 | 18,2 | 14,3 | 9,2  | 4,2   | 1,6  | 9,3  |
| Средняя температура, °C       | −2   | −1,6 | 0,6   | 4,6  | 9,1  | 12,2 | 14,7 | 14,0 | 10,4 | 5,8  | 1,2   | −1,4 | 5,6  |
| Средний суточный минимум, °C  | −5   | −4,8 | −2,5  | 1,1  | 5,1  | 8,5  | 11,1 | 10,5 | 7,0  | 3,0  | −1,4  | −4,5 | 2,3  |
| Абсолютный минимум, °C        | −26  | −25  | −21,5 | −14  | −5   | −1,1 | 1,6  | 0,0  | −3,5 | −11  | −19   | −24  | −26  |
| Норма осадков, мм             | 73   | 54   | 51    | 42   | 56   | 71   | 96   | 90   | 93   | 81   | 74    | 82   | 862  |
| Источник: «Погода и климат»   |      |      |       |      |      |      |      |      |      |      |       |      |      |

| Показатель                        | Янв. | Фев. | Март | Апр. | Май  | Июнь | Июль | Авг. | Сен. | Окт. | Нояб. | Дек. | Год |
| --------------------------------- | ---- | ---- | ---- | ---- | ---- | ---- | ---- | ---- | ---- | ---- | ----- | ---- | --- |
| Средний суточный максимум, °C     | 0,1  | 0,2  | 3,9  | 9,5  | 13,5 | 16,5 | 19,5 | 19,0 | 14,5 | 9,2  | 4,2   | 0,9  | 9,3 |
| Средняя температура, °C           | −2   | −2,1 | 0,7  | 5,6  | 9,5  | 12,7 | 15,6 | 15,0 | 11,2 | 6,5  | 2,1   | −1,2 | 6,1 |
| Средний суточный минимум, °C      | −4   | −4,5 | −2,6 | 1,8  | 5,5  | 8,8  | 11,7 | 11,1 | 7,9  | 3,7  | 0,0   | −3,3 | 3,0 |
| Источник: www.weatheronline.co.uk |      |      |      |      |      |      |      |      |      |      |       |      |     |

28 мая 2024 года в Тронхейме температура впервые в период вне календарного лета поднялась до ровно +30, был отмечен новый абсолютный майский и весенний максимум температуры.

## Население
| Год  | Численность | Численность |
| ---- | ----------- | ----------- |
| 1960 | 59 286      |             |
| 1970 | 126 190     |             |
| 1974 | 133 000     | [ 6 ]       |
| 1980 | 134 726     |             |
| 1987 | 134 000     | [ 7 ]       |
| 1990 | 137 346     |             |
| 1998 | 146 000     | [ 8 ]       |
| 2000 | 148 859     |             |
| 2001 | 150 000     | [ 9 ]       |
| 2010 | 171 540     |             |
| 2014 | 183 960     |             |
| 2015 | 175 068     |             |
| 2018 | 183 378     | [ 10 ]      |
| 2019 | 186 364     | [ 11 ]      |
| 2020 | 189 271     | [ 12 ]      |
| 2021 | 191 771     | [ 13 ]      |
| 2022 | 194 860     | [ 14 ]      |
| 2023 | 212 660     |             |
| 2024 | 198 777     | [ 15 ]      |
| 2025 | 216 518     | [ 2 ]       |

## Транспорт
Промышленное развитие города подстегнул приход в 1877 году в эти края железной дороги до Осло. В настоящее время Тронхейм и Будё соединяет железнодорожная линия Nordland Line.
Городской транспорт: трамвай и автобус. Трамвайная система Тронхейма с момента закрытия Архангельского трамвая в 2004 году — самая северная трамвайная система в мире. Трамвайная линия (маршрут № 9) длиной 8,8 км проходит от центра города (St.Olavs gt.) до места отдыха Lian.
Международный аэропорт, обслуживающий Тронхейм (Аэропорт Тронхейм (норв. Trondheim lufthavn, Værnes; IATA: TRD, ICAO: ENVA), расположен в районе села Вернес, южнее города Стьёрдал (норв. Stjørdal), на расстоянии 33 км к северу от Тронхейма. Время в пути от центрального железнодорожного вокзала Тронхейма до аэропорта на экспресс-автобусе занимает около 30 мин.

## Образование
Тронхейм является крупным образовательным и научным центром Норвегии. В нём расположен крупнейший по числу студентов Норвежский университет естественных и технических наук (NTNU), в котором обучается 43,422 студентов (2023). Также в городе расположена частная бизнес-школа BI и университетская больница Святого Олафа, которая тесно сотрудничает с NTNU в области исследований и в области медицинского образования. В городе находится несколько отделений SINTEF, крупнейшей независимой исследовательской организации в Скандинавии, насчитывающей 1800 сотрудников, 1300 из которых находятся в Тронхейме. Академия Королевских ВВС Норвегии и геологическая служба Норвегии также расположены в Тронхейме.

## Спорт и отдых
Лыжный центр Граносен — Центр зимних видов спорта, принимал соревнования кубка мира по лыжным гонкам. В частности, с 21 февраля по 2 марта 1997 года здесь состоялся 41-й чемпионат мира по лыжным видам спорта, на котором во всех пяти гонках победила Елена Вяльбе.
В городе установлен велосипедный подъёмник.

## Достопримечательности

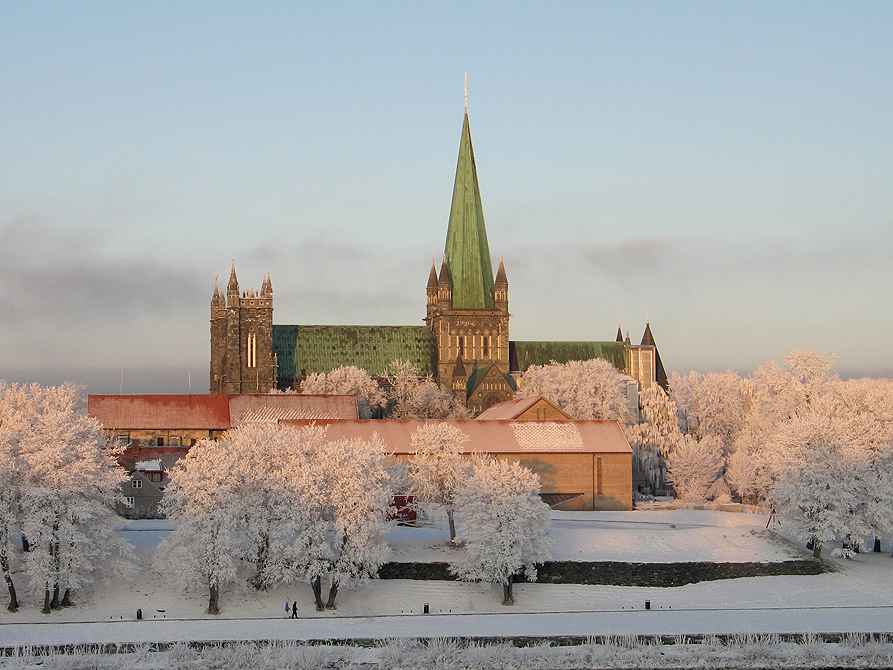
Нидаросский собор зимой

- Церковь на месте захоронения св. Олафа (1075) была в XII—XIV века заменена существующим Нидаросским собором — самым значительным памятником норвежской готики. Собор многократно подновлялся; последняя реконструкция завершилась в 2001 году. В соборе традиционно проходят коронации норвежских монархов.
- Укреплённый монастырь на острове Мункхолмен — старейший монастырь Норвегии, во времена датского владычества служил неприступной тюрьмой.
- Датская крепость Кристианстен (1681—1685).
- Деревянная королевская резиденция (1774—1778) и каменный дворец архиепископа (XVI век).
- В Тронхейме с 1760 года базируется Норвежская академия наук.
- Музей Рингве — национальный музей музыки и музыкальных инструментов со всего мира.
- Дом рока
- Художественный музей Тронхейма
- Музей естественной истории и археологии

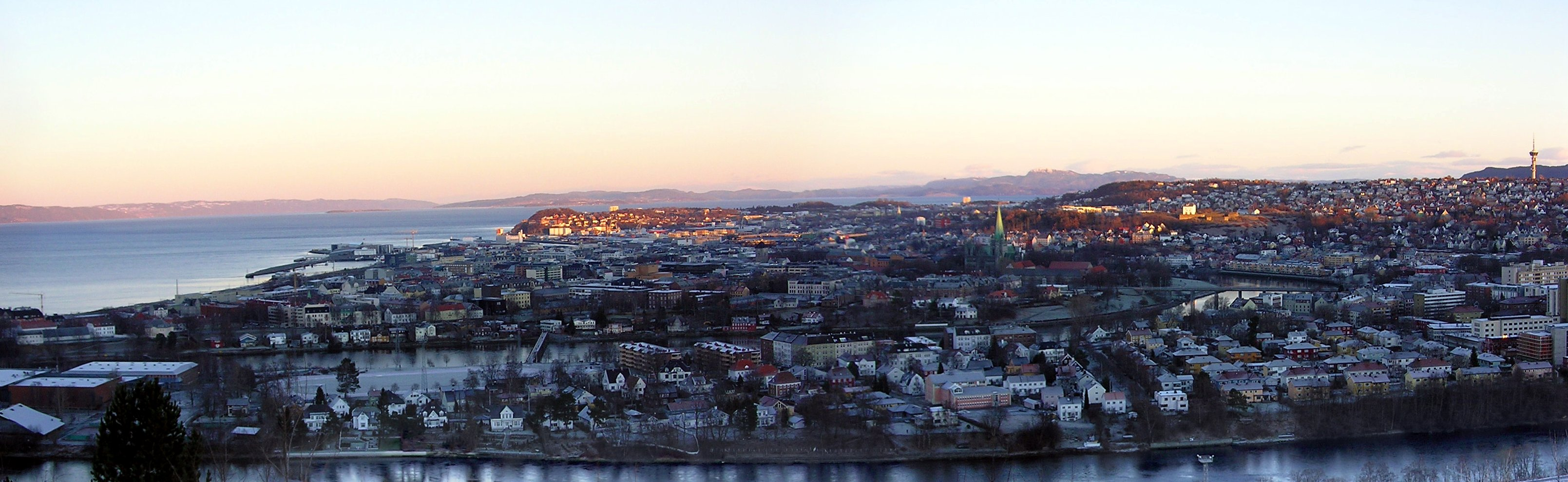
Панорама Тронхейма и Тронхеймс-фьорд

## Известные уроженцы
- Оттар (X век) — средневековый норвежский путешественник.
- Торкильдсен, Тор (1932—2006) — норвежский моряк, судовладелец, писатель.
- Свендсен, Эмиль Хегле (12 июля 1985) — выдающийся норвежский биатлонист, двенадцатикратный чемпион мира, четырёхкратный олимпийский чемпион Игр в Ванкувере-2010 и Сочи-2014, обладатель Кубка мира.
- Эйкрем, Арнольд (1932—1996) — норвежский шахматист, шахматный судья (международный арбитр) и шахматный организатор; президент Норвежского шахматного союза[норв.] (1957—1959 и 1970—1979).
- Клебо, Йоханнес Хёсфлот (22 октября 1996) — норвежский лыжник, трёхкратный олимпийский чемпион 2018 года, шестикратный чемпион мира (в личном и командном спринтах, а также эстафете), обладатель Кубка мира сезонов 2017/18 и 2018/19, победитель многодневной гонки «Тур де Ски» сезона 2018/19, трёхкратный чемпион мира среди юниоров.
- Маргарет Бергер — норвежская певица, представительница Норвегии на Евровидении-2013.

## Города-побратимы
- Вальехо, Калифорния, США
- Грац, Австрия
- Данфермлин, Шотландия, Великобритания
- Дармштадт, Германия Вид на улицу Munkegata в историческом центре Тронхейма и остров Мункхолмен с крыши Нидаросского собора
- Коупавогюр, Исландия
- Норрчёпинг, Швеция

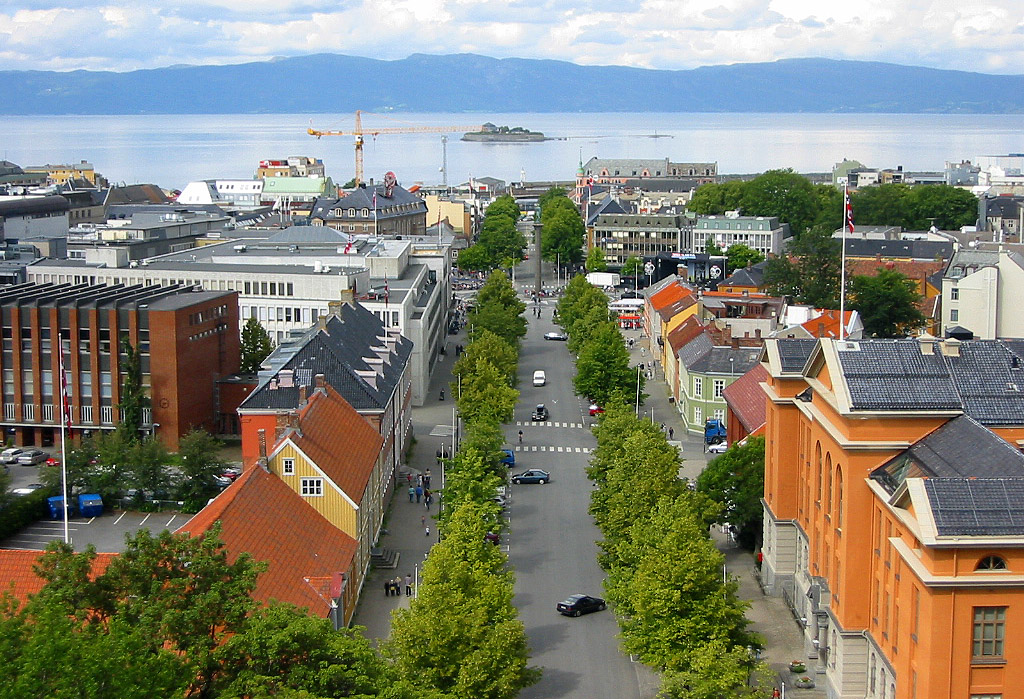
Вид на улицу Munkegata в историческом центре Тронхейма и остров Мункхолмен с крыши Нидаросского собора

- Клаксвик, Фарерские острова, Королевство Дании
- Оденсе, Дания
- Петах-Тиква, Израиль
- Рамалла, Палестинская автономия
- Сплит, Хорватия
- Тампере, Финляндия
- Тирасполь, Молдавия[16]
- Упернавик, Гренландия, Королевство Дании
- Эстерсунд, Швеция